# Lantao
Lantao est une commune rurale située dans le département de Gaoua de la province du Poni dans la région Sud-Ouest au Burkina Faso.

## Géographie
Lantao est situé à environ 15 km au nord de Gaoua sur la route nationale 12.

## Santé et éducation
Le centre de soins le plus proche de Lantao est le centre de santé et de promotion sociale (CSPS) de Tonkar (secteur 7 de la ville de Gaoua) tandis que le centre hospitalier régional (CHR) de la province se trouve à Gaoua.